# Battaglia di Ladysmith
La battaglia di Ladysmith fu combattuta il 30 ottobre 1899 tra le truppe dell'Impero britannico e l'esercito degli stati boeri nella fase iniziale della seconda guerra boera. Le forze britanniche schierate nel Natal tentarono di fermare l'avanzata dei boeri e proteggere la città di Ladysmith, ma, a causa di gravi errori tattici e della mancanza di informazioni, furono sorprese dal nemico e costrette a ripiegare in disordine dentro la città dove furono accerchiate. Ebbe quindi inizio il lungo assedio di Ladysmith.

## Descrizione
Le armate boere iniziarono a circondare lentamente la città di Ladysmith nei giorni precedenti la battaglia; contemporaneamente i britannici rinforzarono la guarnigione di stanza nella città e il 30 ottobre decisero di lanciare un attacco contro l'esercito boero.
Il risultato dello scontro fu disastroso per gli inglesi, il corpo principale dell'esercito fu costretto a tornare indietro nella città dopo aver perso centinaia di uomini, mentre un distaccamento di 800 soldati fu isolato dai boeri e fu costretto ad arrendersi al comandante Christiaan de Wet.

## Conseguenze
In seguito alla battaglia invece di dirigersi verso l'importante porto di Durban i boeri scelsero di iniziare un assedio della città, che durò per oltre 100 giorni.